# الحقيقة عن الرجال
الحقيقة عن الرجال هو فيلم من نوع دراما وكوميديا أُصدر في 7 أكتوبر 2010. الفيلم من توزيع زينتروبا ‏، وهو من إخراج نيكولاج أرسيل، أما السيناريو فكان من كتابة نيكولاج أرسيل وراسموس هايستربيرج ‏ وLars Kaalund ‏.

## القصة
تدور أحداث الفيلم حول قصة ميتا حول صناعة الأفلام. يمر مادز، كاتب السيناريوهات البالغ من العمر 34 عاماً، بأزمة في حياته عندما يصاب أحد أصدقائه المقربين بسكتة دماغية وينتهي به الأمر في غيبوبة. ينفصل مادز عن صديقته التي قضى معها 10 سنوات ويحاول إيجاد مسار مختلف في الحياة.

## طاقم التمثيل
- بريجيت هيورت سورينسن
- Puk Scharbau [الإنجليزية]‏
- كارولين دال  [لغات أخرى]‏
- Emma Leth [الإنجليزية]‏
- Hans Henrik Voetmann  [لغات أخرى]‏
- هينينج فالين جاكوبسن  [لغات أخرى]‏
- هنريك لارسن  [لغات أخرى]‏
- Julie Christiansen  [لغات أخرى]‏
- كلاوس فاغنر  [لغات أخرى]‏
- Lise Schrøder  [لغات أخرى]‏
- Malin Elisabeth Tani  [لغات أخرى]‏
- Neel Rønholt  [لغات أخرى]‏
- Nikolaj Cederholm  [لغات أخرى]‏
- Rasmus Botoft  [لغات أخرى]‏
- ريكي لويس آندرسون
- Rikke Lylloff  [لغات أخرى]‏
- Roger Kormind  [لغات أخرى]‏
- Signe Egholm Olsen  [لغات أخرى]‏
- Thomas Chaanhing  [لغات أخرى]‏
- ينس البينوس
- لورا باش
- Julie Zangenberg  [لغات أخرى]‏
- نيكولا اخوانه
- Peter Gantzler [الإنجليزية]‏
- Mads Reuther  [لغات أخرى]‏
- Nastja Arcel  [لغات أخرى]‏
- نيكولاج كوبرنيكوس
- Özlem Sağlanmak  [لغات أخرى]‏
- Mogens Holm ‏
- Malika Ferot ‏
- Thorbjørn Christoffersen  [لغات أخرى]‏
- Amalie Lindegård  [لغات أخرى]‏
- دار سليم
- Hannah Corine ‏
- John Bratz ‏
- توفا نوفوتني
- أندرس دبليو. بيرثيلسن
- كارين - ليس مينيستر [الإنجليزية]‏
- ثير لاندهارد
- روزاليندة سبانينغ [الإنجليزية]‏
- Sven Holm  [لغات أخرى]‏
- هينينج ينسن
- ارمي دورنر
- كيم بودنيا
- لارس ميكلسن

## وصلات خارجية
- الحقيقة عن الرجال على موقع IMDb (الإنجليزية)
- الحقيقة عن الرجال على موقع روتن توميتوز (الإنجليزية)
- الحقيقة عن الرجال على موقع ألو سيني (الفرنسية)
- الحقيقة عن الرجال على موقع أول موفي (الإنجليزية)
- الحقيقة عن الرجال على موقع فيلمافينيتي (الإسبانية)
- الحقيقة عن الرجال على موقع قاعدة بيانات الفيلم (الإنجليزية)
- الحقيقة عن الرجال على موقع ليتربوكسد (الإنجليزية)
- الحقيقة عن الرجال على موقع كينوبويسك (الروسية)